# Seilles
Seilles (en wallon Seye) est une section de la ville belge d'Andenne située en Région wallonne dans la province de Namur. C'était une commune à part entière avant la fusion des communes de 1977. Avant la fusion, Seilles faisait partie de la province de Liège. Son dernier bourgmestre, toujours avant la fusion, fut le socialiste Claude Eerdekens.
Seilles a été surnommé « le Village Gris » par l'écrivain régional Jean Tousseul (1890 - 1944), en raison de la couleur donnée aux toits de la localité par les poussières émises par les carrières de calcaire, l’une des principales ressources économiques de la région.

## Évolution démographique
- Source: DGS, 1831 à 1970=recensements population, 1976= habitants au 31 décembre

## Histoire
Claude Eerdekens, de 1972 à 1977, (Parti Socialiste Belge).

## Patrimoine et culture

### Patrimoine architectural et naturel de Seilles
- Église dédiée à saint Étienne : église romane dont les plus anciennes parties datent du XIe siècle[2]. L'édifice est classé depuis 1933. On peut y admirer d’anciennes fresques polychromes retrouvées dans les années 70 lors de travaux de réfection.
- Presbytère, rue Jean Tousseul. Datant du dernier quart du XVIIIe siècle[3].
- Ferme d'Attrive : Ferme classée de la deuxième moitié du XVIe siècle[4].
- Château de Seilles : vaste quadrilatère en pierre, entouré d’un parc et abritant une ferme et un bâtiment à vocation résidentielle. D’origine médiévale et jadis entouré d’un fossé, ce château a été restauré au XIXe siècle dans un style néogothique. Le château a été la propriété de la famille de Seilles au XIVe siècle, passée successivement en 1463 aux Warissoulx en 1580 aux Crehen, en 1898 à la famille de Quarré, puis en 1620 aux Oyenbrugge de Duras et enfin en 1753 aux Borchgrave jusqu'à la Révolution française[5].
- Ferme de Nivoye, située dans le hameau de Reppe. Datant de la première moitié du XVIIe siècle[6].
- Chapelle Saint-Martin de Reppe : petit édifice roman construit au XIe siècle[7].
- Chapelle Saint-Roch, rue du Rivage. Datant de 1848 elle est de style néo-classique[8].
- Réserve naturelle de Sclaigneaux : cette réserve, qui s’étend sur 50 hectares, offre un paysage modifié jadis par la présence de fours à zinc et fait principalement de pelouses arides et de quelques arbres. On y trouve plusieurs espèces de plantes rares, dont des orchidées.

## Galerie

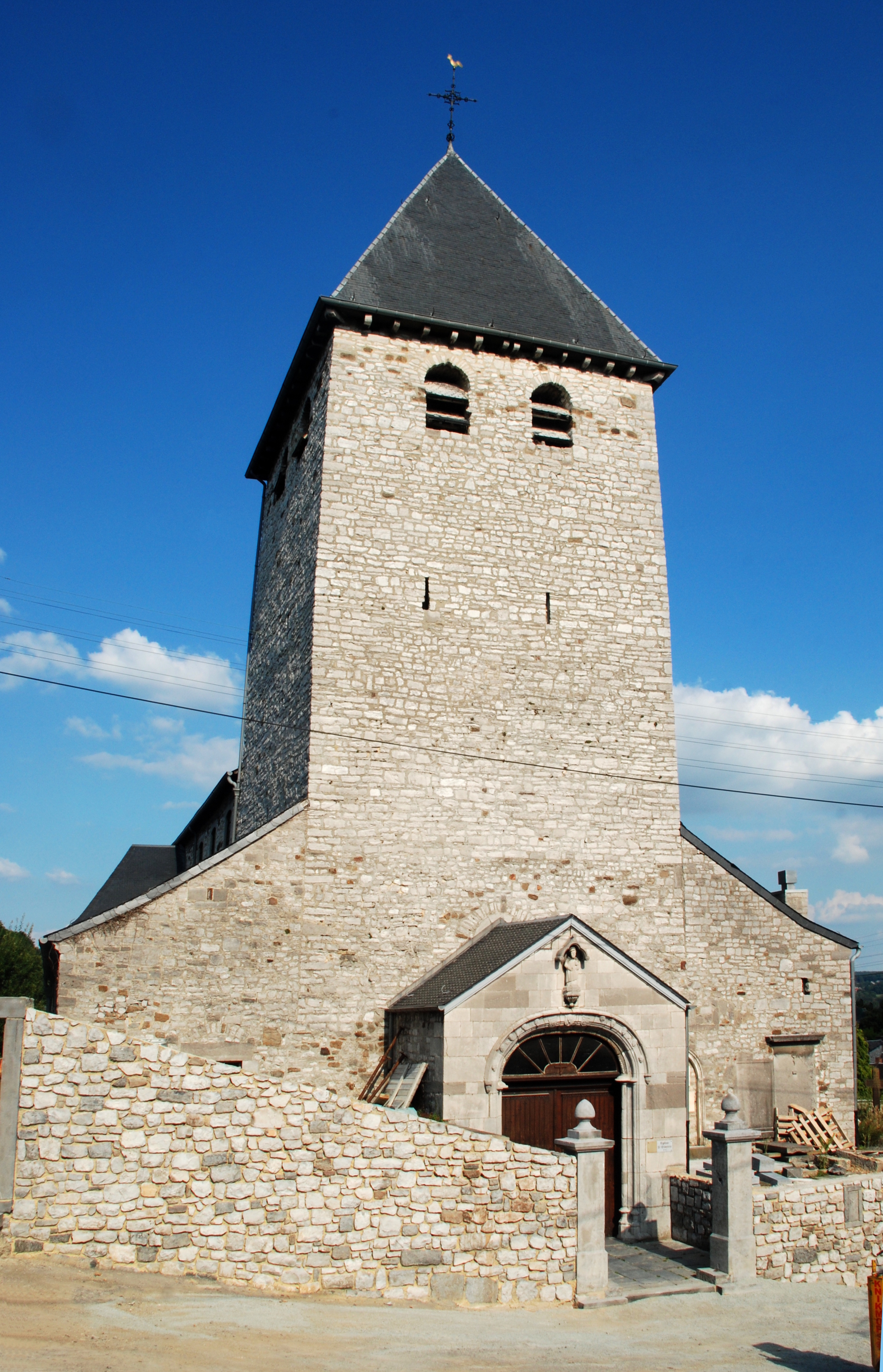
Eglise Saint-Étienne.
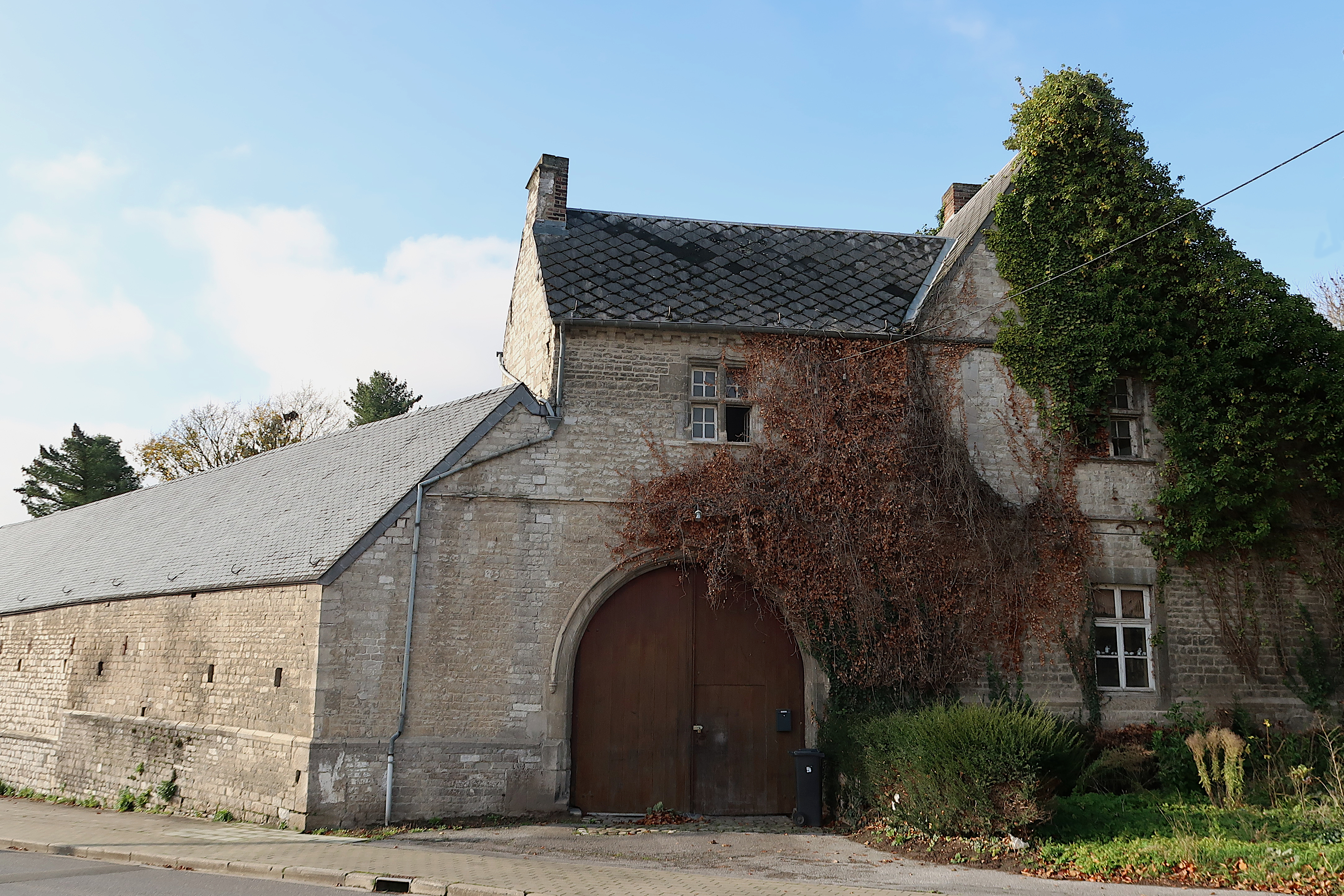
Ferme d'Atrive.
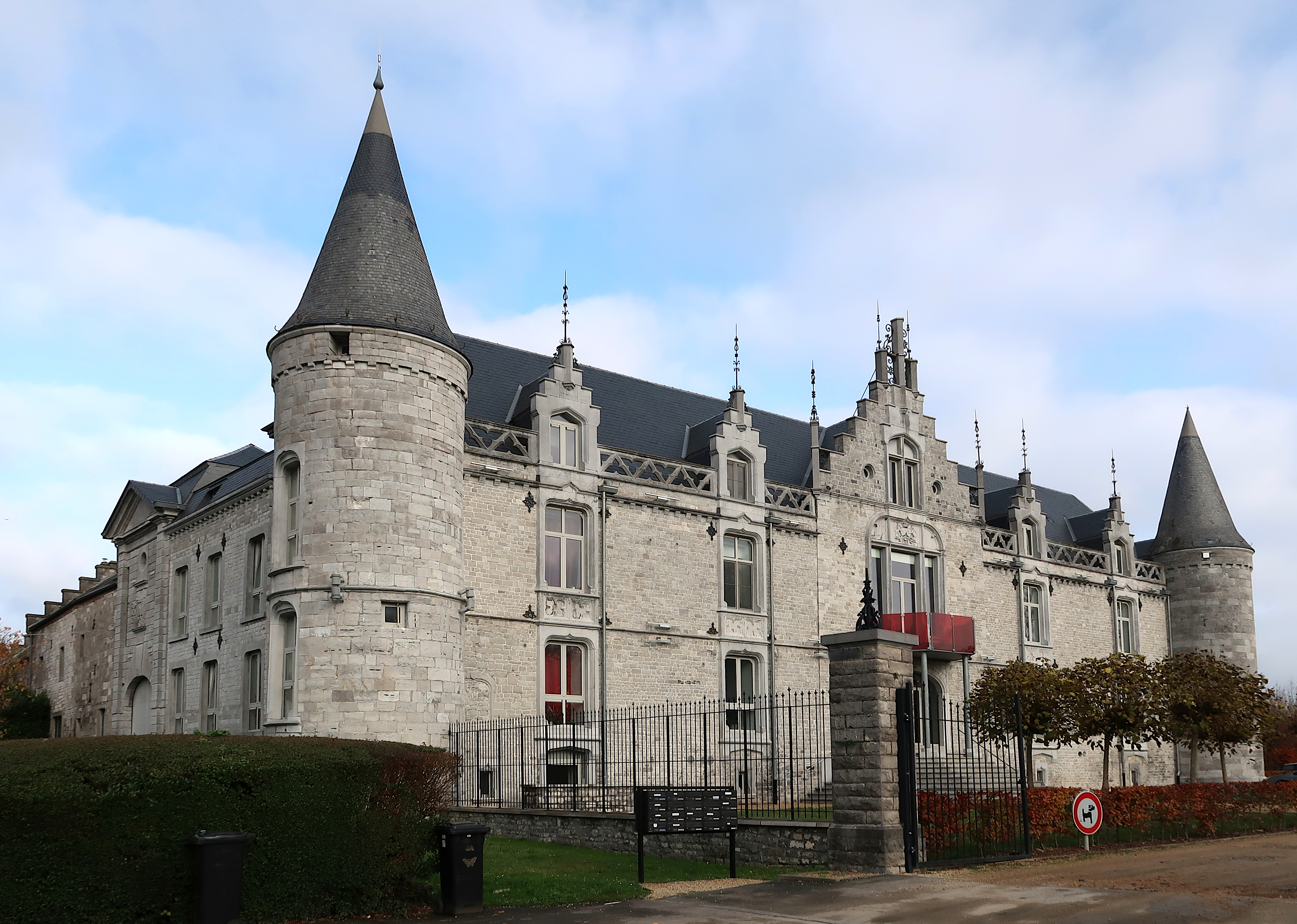
Château de Seilles..
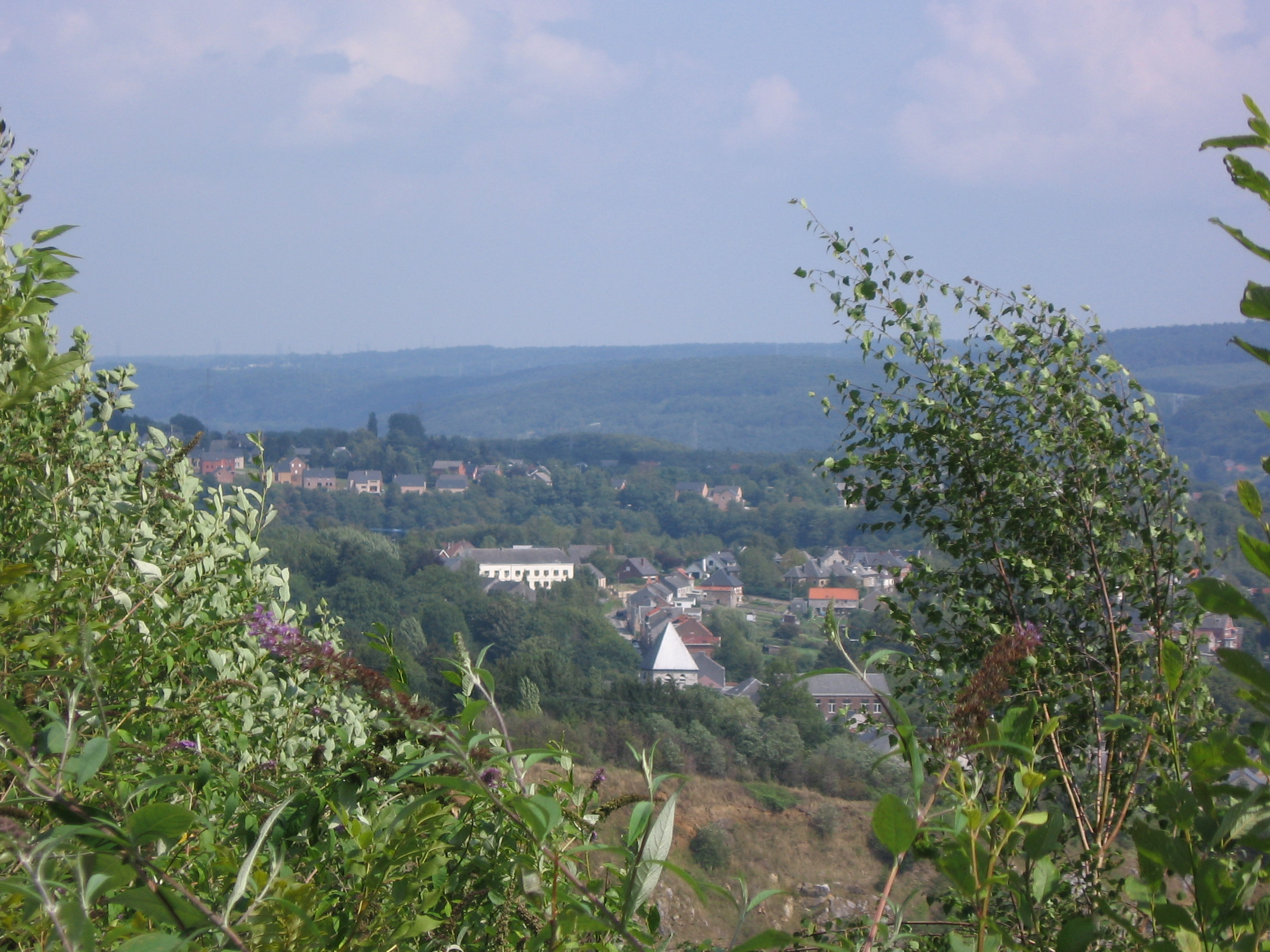
Vue de Seilles depuis la réserve de Sclaigneaux.
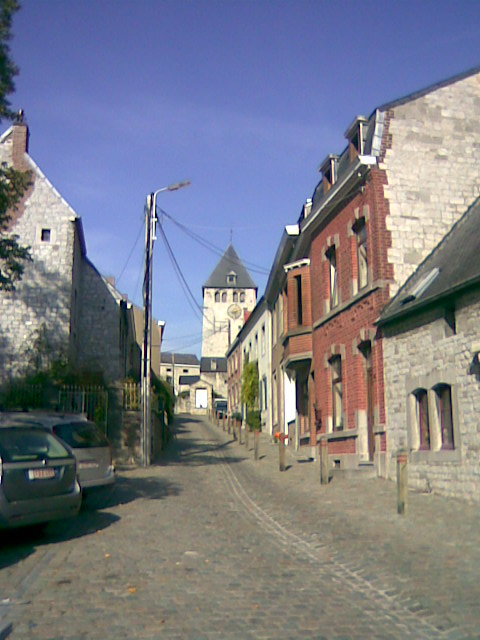
Place du Boltry avec, en arrière-plan, l'église Saint-Étienne.